# Vandenberg
För rymdhamnen och flygbasen med samma namn, se Vandenberg Air Force Base
Vandenberg är ett hårdrocksband från Nederländerna. Bandets namn är taget från gitarristens efternamn.

## Medlemmar
- Adrian Vandenberg: Gitarr, keyboard, körsång
- Mats Levén: Sång
- Jos Zoomer: Trummor, körsång
- Dick "Motorhome" Kemper: Basgitarr, körsång

## Diskografi
- 1982 – Vandenberg
- 1983 – Heading for a Storm
- 1985 – Alibi
- 1988 – The Best of Vandenberg
- 2004 – Different Worlds: The Definitive Vandenberg